# Jerzy Popiełuszko
Jerzy Popiełuszko (pronuncia polacca [ˈjɛʐɨ popʲɛˈwuʂko]; Okopy, 14 settembre 1947 – Włocławek, 19 ottobre 1984) è stato un presbitero polacco, ucciso da funzionari del ministero dell'interno della Repubblica Popolare di Polonia. È venerato come beato dalla Chiesa cattolica.

## Biografia
Nacque a Okopy, un villaggio sperduto presso Suchowola, i suoi genitori erano contadini, in questo ambiente semplice maturò la sua vocazione.
Fu ordinato sacerdote il 28 maggio 1972 a Varsavia dal cardinale Stefan Wyszyński.
Fino al 1980 fu cappellano nel suo villaggio di origine, occupandosi principalmente dell'educazione di bambini e ragazzi, da quel momento iniziò ad avvicinarsi al movimento operaio polacco e a temi di giustizia sociale.
Nella sua attività pastorale portò la sua opera presso i lavoratori siderurgici, celebrando una messa solenne nella fabbrica durante una sciopero degli operai metallurgici.

Successivamente si unì ai lavoratori del sindacato autonomo di Solidarność, avverso al regime comunista. Fu un convinto anticomunista, e nelle sue prediche lanciava critiche al sistema e invitava la gente a contestare il regime.

### La sfida al regime
Durante il periodo della legge marziale (1981-1983) la Chiesa cattolica fu l'unica forza che poteva avere una certa possibilità di critica, attraverso le prediche durante la celebrazione delle Messe.
Le omelie e le prediche di padre Popiełuszko venivano regolarmente trasmesse da Radio Free Europe, che gli diede una certa popolarità anche all'estero.
Fu inizialmente minacciato e invitato al silenzio da parte del ministero dell'interno polacco, e il 13 ottobre 1984 fu coinvolto in un incidente stradale dal quale però uscì illeso.

### Assassinio

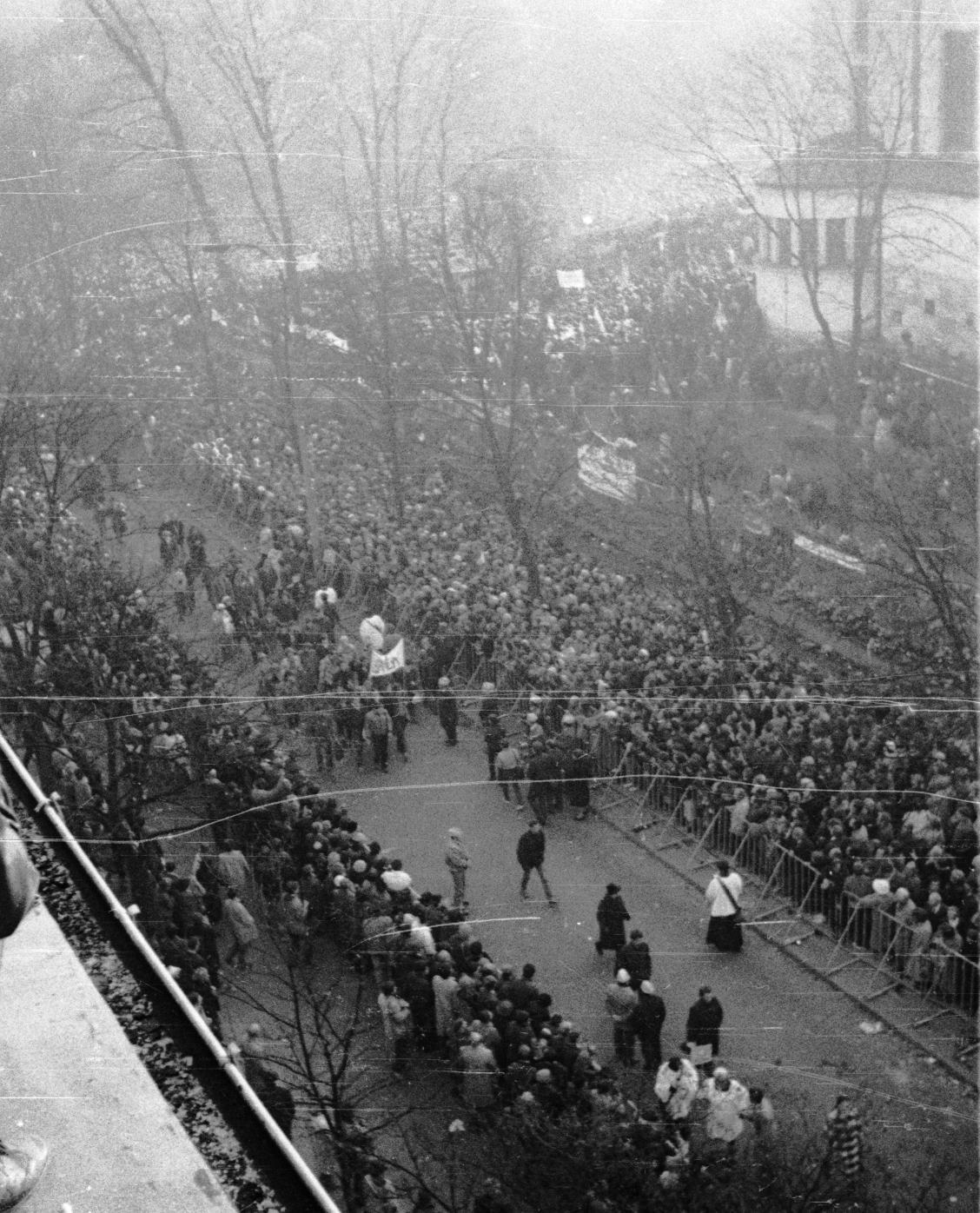
Immagine del funerale

Il 19 ottobre 1984, di ritorno da un servizio pastorale, fu rapito, rinchiuso nel bagagliaio di un'automobile, e selvaggiamente picchiato da parte di tre funzionari del ministero dell'interno, che poi lo gettarono ancora vivo nelle acque della Vistola, dove il cadavere fu ritrovato il 30 ottobre vicino a Włocławek.
La notizia dell'assassinio causò disordini in Polonia, e gli autori dell'omicidio – i capitani Grzegorz Piotrowski, Leszek Pękala, Waldemar Chmielewski e il colonnello Adam Petruszka – furono giudicati colpevoli e condannati a 25 anni di carcere, ma furono rilasciati a seguito di amnistia qualche anno dopo.
Ai funerali, svoltisi il 3 novembre, parteciparono più di 400 000 persone, compreso il leader di Solidarność Lech Wałęsa.

## Culto
La sua tomba, nel giardino della chiesa di San Stanislao Kostka di Varsavia, dove egli prestò il suo servizio sacerdotale negli ultimi anni di vita, è meta di continui pellegrinaggi, dalla Polonia e dall'estero; il 14 giugno 1987 pregò sulla sua tomba anche papa Giovanni Paolo II.
La Chiesa cattolica iniziò il processo di beatificazione nel 1997.
Il 19 dicembre 2009 papa Benedetto XVI ha autorizzato la Congregazione per le cause dei santi a promulgare il decreto riguardante "il martirio del Servo di Dio Giorgio Popiełuszko, sacerdote diocesano; nato il 14 settembre 1947 ad Okopy Suchowola (Polonia) e ucciso in odio alla fede il 20 ottobre 1984 nei pressi di Włocławek (Polonia)".
La solenne messa di beatificazione di don Jerzy Popiełuszko è stata celebrata a Varsavia domenica 6 giugno 2010, nella piazza intitolata al maresciallo Piłsudski.

## Filmografia
- Agnieszka Holland, Un prete da uccidere, Columbia Tristar Films, 1988
- Rafal Wieczynski, Popiełuszko - Non si può uccidere la speranza, Ranieri Made s.r.l. - Mondadori, 2010